# Valsemé
 Valsemé  es una población y comuna francesa, situada en la región de Baja Normandía, departamento de Calvados, en el distrito de Lisieux y cantón de Cambremer.

## Demografía
| 103 | 224 | 282 | 274 | 238 | 255 | 237 | 225 | 214 | 287 | 302 | 286 | 282 | 258 | 259 | 223 | 216 | 213 | 180 | 193 | 183 | 181 | 163 | 164 | 145 | 172 | 152 | 143 | 121 | 129 | 184 | 247 |
| Para los censos de 1962 a 1999 la población legal corresponde a la población sin duplicidades (Fuente: INSEE [Consultar]) |     |     |     |     |     |     |     |     |     |     |     |     |     |     |     |     |     |     |     |     |     |     |     |     |     |     |     |     |     |     |     |